# PRIDE 29
PRIDE 29: Fists of Fire je bila manifestacija borbi mješovitih borilačkih vještina organizirana od strane PRIDE Fighting Championships organizacije. Događaj se održao 20. veljače 2005. godine u Saitama Super Areni u Saitami, Japan.

## Borbe
| Pobjednik                | Poraženi           | Razlog pobjede                     | Runda/vrijeme |
| ------------------------ | ------------------ | ---------------------------------- | ------------- |
| Mario Sperry             | Hirotaka Yokoi     | Tehnički nokaut (Udarci koljenima) | 1/9:08        |
| Fabricio Werdum          | Tom Erikson        | Predaja (Gušenje)                  | 1/5:11        |
| Mauricio Rua             | Hiromitsu Kanehara | Tehnički nokaut (Gaženje)          | 1/1:40        |
| Igor Vovchanchyn         | Yoshiki Takahashi  | Nokaut (Udarac rukom)              | 1/1:10        |
| Kazuhiro Nakamura        | Stefan Leko        | Tehnički nokaut (Udarci)           | 1/0:54        |
| Sergei Kharitonov        | Mu Bae Choi        | Nokaut (Udarci rukama)             | 1/3:24        |
| Kiyoshi Tamura           | Aliev Makhmud      | Tehnički nokaut (Udarci)           | 1/7:09        |
| Antonio Rogeiro Nogueira | Alistair Overeem   | Odluka sudaca (Jednoglasna)        | 3/5:00        |
| Quinton Jackson          | Murilo Rua         | Odluka sudaca (Podjeljena)         | 3/5:00        |
| Mirko Filipović          | Mark Coleman       | Nokaut (Udarci rukama)             | 1/3:40        |

## Vanjske poveznice
PRIDE FC  Arhivirana inačica izvorne stranice od 11. lipnja 2007. (Wayback Machine)